# Машурова, Рахилям Абдрахмановна
Рахилям Абдрахмановна Машурова (род. 8 марта 1946, Алма-Ата) — советская, казахская актриса

, театральный педагог, профессор. Заслуженная артистка Казахской ССР (1990). Почётный работник образования Республики Казахстан (2009).

## Биография
Родилась в 1946 году в городе Алма-Ата.
В 1969 году окончила актёрский факультет Казахского государственного Института Искусств имени Курмангазы, по классу народного артиста СССР Хадиша Букеева.
Режиссёрское образование — Кыргызский государственный университет культуры и искусств имени Б. Бейшеналиевой.
В 1968 г. принята в актерскую труппу Казахский государственный академический театр драмы имени М. О. Ауэзова, с тех пор её творческая жизнь тесно связана с этим театром. Её первая роль в главном театре страны это — роль Айбаршы в спектакле «Майра» А. Тажибаева (реж. Б. Омаров), с тех пор она сыграла более 70 ролей на сцене театра.
С 1975 года читает лекции Казахская национальная академия искусств имени Т. К. Жургенова.

## Основные роли на сцене
- Казахский государственный академический театр драмы имени М. О. Ауэзова: Из казахской классики и современной драматургии: Шолпан в «Айман — Шолпан», Кунекей в «Каракипчак Кобланды» М. Ауэзова (реж. А. Мамбетов), Алиман в «Материнской поле» Ш. Айтматова (реж. А. Мамбетов, перевод К. Мухамеджанов), Мампаси в «Свадьбе Досыма» К. Аманжолова (реж. Ж. Омаров), Марфуга в комедии «Волчонок под шапкой» К. Мухамеджанова (реж. А. Мамбетов), Саруар в «Бошмачках» Д. Файзи (реж. А. Пашков), Есуй в «Чингисхане» Иран — Гайыпа, Хеличем в «Мадонны АЛЖИРа» А. Тасымбекова и К. Ыскака, Шуга в «Мести» А. Сулейменова (реж. А. Рахимов), Ирма в «Напрасной жизни» Б. Мукая (реж. К. Сугурбеков), Кали в спектакле «Кара кемпир» А. Амзеева (реж. Е. Обаев), Анар в спектакле «Тоска и призрак» С. Балгабаева, Жамал в сп. «Бакей кыз» Т. Мамесеитова (реж. А. Рахимов), Старушка в «Лавине» Т. Жуженоглу (реж. А. Какишева), Зейнеп в «Абае» М. Ауэзова (реж. Е. Обаев) и др.
- Из мировой драматургии: Порция в спектакле «Юлий Цезарь» Шекспира (реж. К Жетписбаев), Дениза в «Мадемуазель Нитуш» Ф. Эрве (перевод С. Шаймерденов, реж. А. Мамбетов), Арманда Бежар в «Кабала святош» М. Булгакова («Мольер» перевод А. Сулейменов, реж. В. Мажурин), Соня в «Дяде Ваня» А. Чехова (перевод А. Кекилбаев, реж. А. Мамбетов), жена Атиллы Киреуке в «Атилле» Е. Замятина (перевод А. Бопежанова, реж. Ю. Коненкин), Анна Андреевна в «Ревизоре» Гоголя (перевод М. Ауэзов, реж. Е. Обаев) и др.
- Была приглашена на роль Жанны д’Арк в спектакле «Жанна д’Арк» Онеггера, в академический театр оперы и балета им Абая, она успешно создала образ отважной казахской девушки вдохновленная идеей свободы и патриотизма.

## Награды и звания
- 1989 — Медаль «Ветеран труда» (СССР);
- 1991 (26 ноября) — присвоено почётное звание «Заслуженная артистка Казахской ССР»;
- 1996 — Почётная Грамота Республики Казахстан;
- 1999 — нагрудный знак МОН РК «Отличник образования Республики Казахстан»;
- 1999 — Профессор искусствоведение;
- 2005 — Орден Курмет;[1][2]
- 2009 — присвоено почётное звание «Почётный работник образования Республики Казахстан»;
- 2011 — Лауреат независимой премии «Ильхом»;
- 2015 — Орден Парасат за огромный вклад в развитие театрального искусства и многолетнюю творческую деятельности;[3][4]
- 2016 — Медаль «25 лет независимости Республики Казахстан»;